# Famille Mayor de Lutry

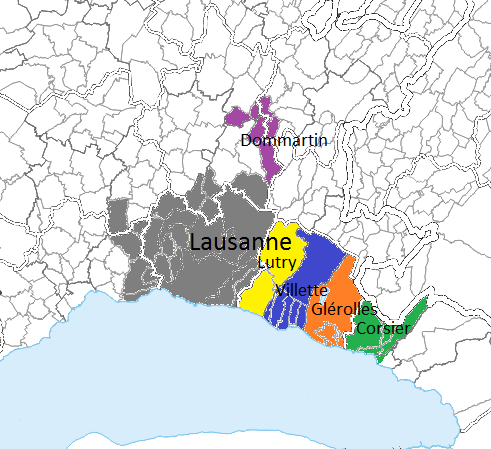
Carte du bailliage bernois de Lausanne. La juridiction des mayors de Lutry s'étend sur les paroisses de Lutry et Villette.

La famille Mayor de Lutry est une famille noble qui détenait l'office de la mayorie de Lutry.

## Histoire
Petrus est le premier membre cité de la famille en 1160,. Anselme est cité en 1174.
Claude, le dernier descendant mâle de la famille décède en 1597.

## Possessions
La famille a possédé des biens dans le bourg de Lutry.
La famille a possédé la coseigneurie de Pont-en-Ogoz.

## Généalogie
- Aymonet[3]
  - Jacques
    - Jean
      - François
        - Claude
          - Gabriel

  - Pierre

- Alexie, ép. d'Aymonet de Bionnens

#### Ouvrages
- sous la dir. de Jean-Pierre Bastian ; Jean-Pierre Bastian, Lionel Dorthe, Martine Ostorero, Louis-Daniel Perret et Eric Vion, La mémoire de Lavaux : territoire, population, éducation, société : (Moyen Age - Ancien Régime bernois), Cabédita, 2014
- J.-D. Morerod, Genèse d'une principauté épiscopale, 2000
- André Blaser, « Le mayor de Lutry », dans Les officiers de l'évêque et des couvents du diocèse de Lausanne, Lausanne, Éditions La Concorde, 1960, p. 73-90.

#### Articles
- Louis Junod, « La fin des nobles Mayor de Lutry », Revue historique vaudoise,‎ 1962 (lire en ligne)
- André Blaser, « Le testament de Claude de Lutry dernier mayor dudit lieu », Revue historique vaudoise,‎ 1962 (lire en ligne)